# Grallaria andicolus
Pita-formigueira-andina ou torom-de-cabeça-estriada (Grallaria andicolus) é uma espécie de ave da família Formicariidae.
Pode ser encontrada nos seguintes países: Bolívia e Peru.
Os seus habitats naturais são: regiões subtropicais ou tropicais húmidas de alta altitude.